# Porcelia dependens
Porcelia dependens är en kirimojaväxtart som beskrevs av John Hutchinson. Porcelia dependens ingår i släktet Porcelia och familjen kirimojaväxter. Inga underarter finns listade i Catalogue of Life.